# USS Forrest Sherman (DDG-98)
USS Forrest Sherman (DDG-98) är en jagare av Arleigh Burke-klass i den amerikanska flottan och är det andra fartyget som bär namnet. Hon är en del av "Destroyer Squadron 28".
Fartyget är namngiven efter amiral Forrest Percival Sherman.

## Konstruktion
Byggd av Northrop Grumman Ship Systems Ingalls Shipbuilding i Pascagoula, Mississippi. Forrest Sherman sjösattes den 2 oktober 2004. Amiral Shermans dotter, Ann Sherman Fitzpatrick, är fartygets sponsor.

## Historia
Hon togs i tjänst den 28 januari 2006 vid NAS Pensacola, och sex dagar senare avseglade hon till sin hemhamn Naval Station Norfolk för att ansluta sig till Atlantflottan.
Hon lämnade Norfolk för sitt första uppdrag i juli 2007 och besökte olika nationer runt Medelhavet och Svarta havet. I augusti 2007, medan fartyget besökte Sevastopol för att genomföra övningar med den ukrainska flottan, upptäcktes en 500 kg sjömina från andra världskriget 500 meter från fartyget. Minan säkrades innan den kunde skada fartyget. Under det besöket blev hon det första fartyget i amerikanska flottan som en helikopter från Ukrainska marinen landade på. Hon var också med på uppdraget Reliant Mermaid 2007 med de turkiska och israeliska flottorna.
På det uppdraget seglade hon runt Afrikas kontinent som en del av Task Group 60.5, US Navy's Southeast Africa task force. Hon återvände hem den 19 december 2007.
I början av juni 2008 fick Forrest Sherman i uppdrag att under tre månader stödja US Southern Commands operation Partnership of the Americas 2008 (POA 08). Hon återvände hem den 29 augusti 2008.
Den 25 november 2019 bordade Forrest Sherman en statslös dhow som bar en stor last av iranska missildelar avsedda för Jemen.
Fartyget anlöpte Frihamnen i Stockholm 14 mars 2022 för ett rutinbesök.